# Txaikóvske
Txaikóvske (en (ucraïnès): Чайковське, en rus: Чайковское) és un poble de la República Autònoma de Crimea a Ucraïna, que el 2014 tenia 110 habitants. Pertany al districte de Simferòpol.